# Aron Hedenberg
Johan Aron Hedenberg, ursprungligen Antonsson, född 29 september 1857 i Älvsåkers socken, död 12 november 1948 i Norra Solberga socken, var en svensk handelslärare och författare. Han skrev tongivande böcker om bokföring med huvudvikt på dubbel bokföring samt två självbiografiska berättelser.
Hedenberg var son till Anton (Theodor) Andersson och dennes hustru Albertina Kristina Johansdotter.

## Noveller (urval)
- Kontraster: originalberättelser. (1907) Libris 1614070
- Äfventyrliga växlingar i mitt lif. (1907) Libris 1614072